# Comuna Malîi Stîdîn, Kostopil
Malîi Stîdîn (în ucraineană Малий Стидин) este o comună în raionul Kostopil, regiunea Rivne, Ucraina, formată din satele Maidan și Malîi Stîdîn (reședința).

## Demografie
Componența lingvistică a comunei Malîi Stîdîn
     Ucraineană (99,81%)
     Alte limbi (0,2%)
Conform recensământului din 2001, majoritatea populației comunei Malîi Stîdîn era vorbitoare de ucraineană (99,81%), existând în minoritate și vorbitori de alte limbi.